# توحيد المملكة العربية السعودية (كتاب)
كتاب توحيد المملكة العربية السعودية (Arabia Unified A Portrait of Ibn Saud) كتبه محمد المانع عام 1950 ونشر عام 1982 باللغة الإنجليزية وتم ترجمه إلى اللغة العربية من قبل عبد الله الصالح العثيمين.

## عن الكتاب
يتناول الكتاب في موضوعه توحيد المملكة العربية السعودية على يد المؤسس الملك عبدالعزيز آل سعود. ومؤلف هذا الكتاب ممن عمل مع الملك عبد العزيز جنباً إلى جنب تسع سنوات كاملة كان خلالها مرافقاً له في كل أسفاره وغزواته. وكانت تلك الفترة مليئة بالأحداث الكبيرة. فقد شهدت انبثاق نجم حركة الإخوان الصاعد ثم تمردها ونهايتها، كما شهدت الحرب مع اليمن وبداية قصة الزيت العربي.
والكتاب كتبه مؤلفه باللغة الإنجليزية لإيضاح وجهة النظر العربية للقارئ الغربي عن التاريخ الحديث للمملكة العربية السعودية. ويروي فيه المؤلف ذكرياته الشخصية وتمتزج فيها الآراء الذاتية عن حوادث الفترة التي عايشها والأدوار التي قام بها أبطالها. وقد وفق المؤلف إلى إخراج كتابه في عرض شيق وأسلوب جذاب. والقارئ سيجد فيه معلومات ومتعة لا توجدان في غيره من الكتب التي ألفت في موضوعه.

## محتوياته
الفصل الأول: جزيرة العرب قبيل ابن سعود
الفصل الثاني: الاستيلاء على الرياض
الفصل الثالث: سقوط ابن رشيد
الفصل الرابع: تثبيت الحكم وتوسيعه
الفصل الخامس: الحجاز وعسير
الفصل السادس: ظهور الإخوان
الفصل السابع: معركة السبلة
الفصل الثامن: نهاية الإخوان
الفصل التاسع: اليمن
الفصل العاشر: ديوان الملك
الفصل الحادي عشر: شخصيات
الفصل الثاني عشر: سانت جون فيلبي
الفصل الثالث عشر: قصة الزيت
الفصل الرابع عشر: ابن سعود

## وصلات خارجية
موقع محمد المانع